# 龙子山古墓群
龙子山古墓群，位于中国广东省河源市和平县附城镇，为河源市和平县的一个县级文物保护单位，类型为古墓葬，公布时间为1986年9月。
龙子山古墓群的历史年代为春秋。